# 화성 탐사

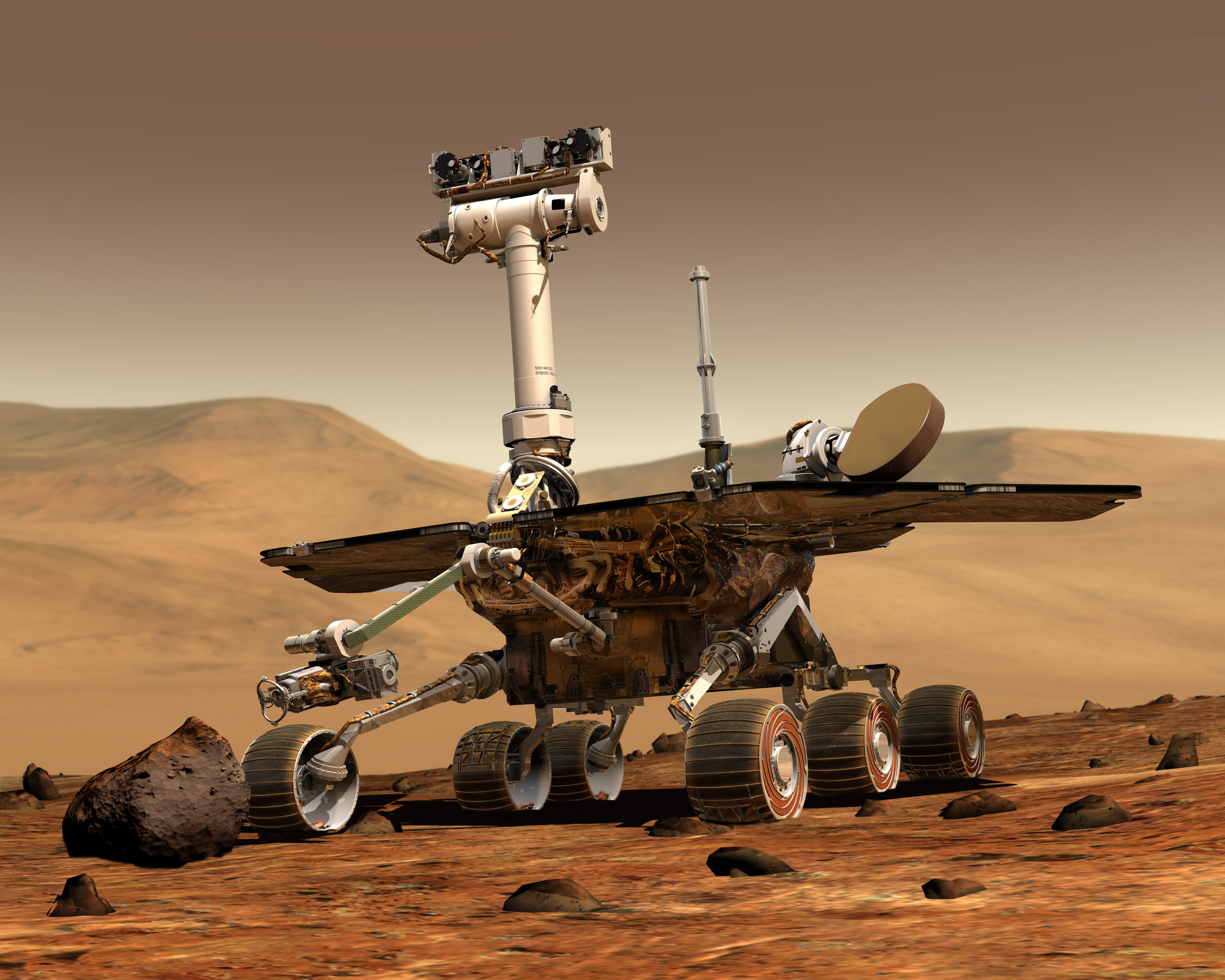
NASA의 스피릿 로버.

화성 탐사(火星探査)는 우주 탐사의 중요한 부분 중 하나로 미국, 러시아, 유럽, 중국 등에서 추진되고 있다. 1960년대 이후 궤도 위성, 탐사선, 로버 등 수십 개의 무인 우주선이 화성으로 보내졌다. 화성 탐사는 화성의 현재 상태와 화성의 자연사를 탐구하는 것이다.
행성 간의 여행에 따르는 갖가지 요인들로 인해 화성 탐사는 많은 실패요인을 갖고 있으며 이러한 이유로 화성 탐사에는 천문학적인 비용이 소요된다. 그 때문에 일부에서는 화성 탐사의 실패를 ' 거대한 은하 구울 ' 때문이라 비꼬기도 한다.

## 화성
화성은 태양계의 4번째 행성이다. 화성은 고대에서부터 인류에게 잘 알려진 천체로 지속적인 관심의 대상이었다. 망원경에 의한 관측이 시작된 이후 화성의 두 위성인 포보스와 데이모스가 발견되었다. 또한 초기에는 화성의 운하로 알려진 바다의 계곡과 화성의 계절 변화를 나타내는 극관이 발견되기도 하였다. 올림푸스 몬스 산으로 이름붙여진 화성의 산은 태양계 내의 가장 큰 규모의 화산이다. 화성은 암석과 옅은 대기를 지녀 지구와 비슷한 모습을 하고 있으며 붉은 색으로 빛난다.

## 발사 시간대
화성 탐사에서 중요한 것은 발사 시간대이다. 지구와 화성의 공전 주기와 공전 궤도의 차이로 인해 지구에서 화성까지의 거리는 지속적으로 변화한다. 지구-화성까지의 거리가 가장 짧아지는 근접기가 발사 시간대이다. 다음은 최근의 지구-화성 간 근접기이다.
- 1996년 11월 ~ 12월
- 1998년 12월 ~ 1999년 1월
- 2001년 4월
- 2003년 6월 ~ 7월
- 2005년 8월
- 2007년 10월
- 2009년 12월
- 2012년 2월
- 2013년 11월 ~ 2014년 1월
- 2016년 1월 ~ 2016년 4월
- 2018년 4월 ~ 2018년 5월
- 2020년 7월 ~ 2020년 9월

발사 시간대 외에 화성으로 로켓을 발사할 경우 화성까지 도달하는 시간은 779일(지구시)이다. 발사 시간대가 아닌 경우 지구에서 발사된 로켓은 먼저 금성에 다가가 가속한 후 화성에 진입하며 발사 시간대 기간중에는 태양을 사이에 두고 직접 화성까지 도달하게 된다.

## 궤도 탐사

### 소련
소련은 마스닉 계획을 통해 화성 궤도에 탐사를 위한 궤도 위성을 보냈다. 1962년 마스 1호가 화성 궤도에 진입하여 화성 관찰 계획을 수행하였다.

### 미국
미국의 NASA는 매리너 계획을 통해 화성 궤도 위성을 보냈으며 1964년 매리너 4호가 궤도 진입에 성공하여 화성 관찰 계획을 수행하였다.

## 표면 탐사
다음의 화성지도에 착륙지점이 표시되어 있다.
최초로 화성의 표면에 착륙을 시도한 탐사선은 소련의 마스 2호와 마스 3호였으며 마스 3호는 최초로 화성 표면의 이미지를 지구로 전송하였으나 화성 착륙 도중 20초간 빈 화면을 전송한 뒤 교신이 끊겨 실패하였다. 이후 미국의 바이킹 1호와 바이킹 2호가 1976년 7월 20일 최초로 화성에 착륙에 성공하여 이미지를 전송하였다.

## 화성의 저주
화성에 착륙을 시도한 많은 탐사선이 실패하였으며 이는 화성의 저주라 불렸다. 많은 수의 화성 탐사가 실패로 돌아갔으며 1997년 도날드 네프는 타임에 기고한 글에서 화성 탐사의 실패 원인이 거대한 은하 구울 때문일 것이라 비꼬았다.
그러나  2021년 2월 퍼서비어런스(Perseverance) 화성 탐사차가 화성착륙에 성공하였다. 퍼서비어런스는 화성 탐사차로 2020년 7월 30일 지구를 떠나 2021년 2월 18일 화성에 착륙하였다. 무인 착륙에 성공한 퍼서비어런스는 착륙지점 탐색 및 착륙절차 수행에만도 수백가지 에 달하는 선택결정조건에 성공확률도 절반이하였다고 알려졌다. 퍼서비어런스는 화성의 생명체 거주 여부, 화성의 고대 환경 조사, 화성 지표의 역사 등을 밝히는 것이 이 탐사선의 목표다. 더불어 중요한 목표는 미래의 인류가 화성을 유인 탐사할 때 위험한 것이 없는지 탐색하고, 대기의 조성을 알려주어 미래의 기지를 건설하는 데 도움을 주는 것이다. 또 인간이 어떤 조건으로 착륙해야 되는지 등을 탐색한다.

## 화성탐사 계획 연표
| 1960년대                     | 발사             | 화성 도착        | 종료             | 미션종류                           | 결과                                                              |
| ---------------------------- | ---------------- | ---------------- | ---------------- | ---------------------------------- | ----------------------------------------------------------------- |
| 마스닉 1호 (Mars 1960A)      | 1960년 10월 10일 |                  | 1960년 10월 10일 | 접근                               | 발사 실패                                                         |
| 마스닉 2호 (Mars 1960B)      | 1960년 10월 14일 |                  | 1960년 10월 14일 | 접근                               | 발사 실패                                                         |
| 스푸트니크 22호 (Mars 1962A) | 1962년 10월 24일 |                  | 1962년 10월 24일 | 접근                               | 발사 직후 폭발                                                    |
| 마스 1호                     | 1962년 11월 1일  |                  | 1963년 3월 21일  | 접근                               | 일부 데이터 전송, 화성 접근 전 파괴                               |
| 스푸트니크 24호 (Mars 1962B) | 1962년 11월 4일  |                  | 1963년 1월 19일  | 착륙                               | 지구궤도 탈출 실패                                                |
| 존드 1964A호                 | 1964년 6월 4일   |                  | 1964년 6월 4일   | 접근                               | 발사 실패                                                         |
| 매리너 3호                   | 1964년 11월 5일  |                  | 1964년 11월 5일  | 태양 근접 중 파괴                  |                                                                   |
| 매리너 4호                   | 1964년 11월 28일 | 1965년 7월 14일  | 1967년 12월 21일 | 접근                               | 최초의 접근 성공                                                  |
| 존드 2호                     | 1964년 11월 30일 |                  | 1965년 5월       | 접근                               | 통신 두절                                                         |
| 매리너 6호                   | 1969년 2월 25일  | 1969년 7월 31일  | 1969년 8월       | 접근                               | 성공                                                              |
| 매리너 7호                   | 1969년 3월 27일  | 1969년 8월 5일   | 1969년 8월       | 접근                               | 성공                                                              |
| 마스 1969A호                 | 1969년 3월 27일  |                  | 1969년 3월 27일  | 궤도진입                           | 발사 실패                                                         |
| 마스 1969B호                 | 1969년 4월 2일   |                  | 1969년 4월 2일   | 궤도진입                           | 발사 실패                                                         |
| 1970년 ~ 1989년              | 발사             | 화성 도착        | 종료             | 미션종류                           | 결과                                                              |
| 매리너 8호                   | 1971년 5월 8일   |                  | 1971년 5월 8일   | 궤도진입                           | 발사 실패                                                         |
| 코스모스 419호               | 1971년 5월 10일  |                  | 1971년 5월 12일  | 궤도진입                           | 발사 실패                                                         |
| 매리너 9호                   | 1971년 5월 30일  | 1971년 11월 13일 | 1972년 10월 27일 | 궤도진입                           | 최초의 궤도진입 성공                                              |
| 마스 2호                     | 1971년 5월 19일  | 1971년 11월 27일 | 1972년 8월 22일  | 궤도진입                           | 성공                                                              |
| 마스 2호                     | 1971년 5월 19일  | 1971년 11월 27일 | 1971년 11월 27일 | 착륙/탐색                          | 화성 표면에 충돌                                                  |
| 마스 3호                     | 1971년 5월 28일  | 1971년 12월 2일  | 1972년 8월 22일  | 궤도진입                           | 성공                                                              |
| 마스 3호                     | 1971년 5월 28일  | 1971년 12월 2일  | 1971년 12월 2일  | 착륙 / 탐색                        | 최초의 착륙 성공 착륙은 성공적이었으나 수초 후 화염에 휩싸임      |
| 마스 4호                     | 1973년 7월 21일  | 1974년 2월 10일  | 1974년 2월 10일  | 궤도진입                           | 근접에 성공하였으나 궤도 진입 실패                                |
| 마스 5호                     | 1973년 7월 25일  | 1974년 2월 2일   | 1974년 2월 21일  | 궤도진입                           | 부분 성공. 궤도 진입 후 데이터 전송. 9일 만에 통신두절            |
| 마스 6호                     | 1973년 8월 5일   | 1974년 3월 12일  | 1974년 3월 12일  | 착륙                               | 부분 성공. 하강 중 데이터 전송, 착륙 후 통신두절                  |
| 마스 7호                     | 1973년 8월 9일   | 1974년 3월 9일   | 1974년 3월 9일   | 착륙                               | 탐사선 조기 분리되어 태양 궤도로 향함                             |
| 바이킹 1호                   | 1975년 8월 20일  | 1976년 7월 20일  |                  |                                    |                                                                   |
| 바이킹 1호                   | 1975년 8월 20일  | 1976년 7월 20일  | 1982년 11월 13일 | 착륙                               | 성공                                                              |
| 바이킹 2호                   | 1975년 9월 9일   | 1976년 9월 3일   | 1978년 7월 25일  | 궤도진입                           | 성공                                                              |
| 바이킹 2호                   | 1975년 9월 9일   | 1976년 9월 3일   | 1980년 4월 11일  | 착륙                               | 성공                                                              |
| 포보스 1호                   | 1988년 7월 7일   |                  | 1988년 9월 2일   | 궤도진입                           | 궤도 진입 중 통신 두절                                            |
| 포보스 1호                   | 1988년 7월 7일   | 포보스           | 착륙             | 미시행                             |                                                                   |
| 포보스 2호                   | 1988년 7월 12일  | 1989년 1월 29일  | 1989년 3월 27일  | 궤도 진입                          | 부분 성공: 궤도 진입후 일부 데이터 전송했으나 착륙 직전 통신 두절 |
| 포보스 2호                   | 1988년 7월 12일  | 1989년 1월 29일  | 2 포보스         | 착륙                               | 미시행                                                            |
| 1990년대                     | 발사             | 화성 도착        | 종료             | 미션종류                           | 결과                                                              |
| 마스 옵저버                  | 1992년 9월 25일  | 1993년 8월 24일  | 1993년 8월 21일  | 궤도진입                           | 접근 직전 통신두절                                                |
| 마스 글로벌 서베이어         | 1996년 11월 7일  | 1997년 9월 11일  | 2006년 11월 5일  | 궤도진입                           | 성공                                                              |
| 마스 96                      | 1996년 11월 16일 |                  | 1996년 11월 17일 | 궤도진입/착륙                      | 발사 실패                                                         |
| 마스 패스파인더              | 1996년 12월 4일  | 1997년 7월 4일   | 1997년 9월 27일  | 착륙/탐색                          | 성공                                                              |
| 노조미 (Planet-B)            | 1998년 7월 3일   |                  | 2003년 12월 9일  | 궤도진입                           | 궤도진입 실패                                                     |
| 마스 클라이미트 오비터       | 1998년 12월 11일 | 1999년 9월 23일  | 1999년 9월 23일  | 궤도진입                           | 미터법 오류로 화성에 충돌                                         |
| 마스 폴라 랜더               | 1999년 1월 3일   | 1999년 12월 3일  | 1999년 12월 3일  | 착륙                               | 착륙 직전 통신두절                                                |
| 딥 스페이스 2호 (DS2)        | 1999년 1월 3일   | 1999년 12월 3일  | 1999년 12월 3일  | 착륙                               | 착륙 직전 통신두절                                                |
| 2000년대                     | 발사             | 화성 도착        | 종료             | 미션종류                           | 결과                                                              |
| 2001 마스 오디세이           | 2001년 4월 7일   | 2001년 10월 24일 | 임무수행중       | 궤도진입                           | 성공                                                              |
| 마스 익스프레스              | 2003년 6월 2일   | 2003년 12월 25일 | 임무수행중       | 궤도진입                           | 성공                                                              |
| 비글 2호                     | 2003년 6월 2일   | 2003년 12월 25일 | 2004년 2월 6일   | 착륙                               | 착륙중 통신두절, 표면 충돌로 추정됨                               |
| 스피리트 로버                | 2003년 6월 10일  | 2004년 1월 4일   | 2011년 5월 25일  | 탐색                               | 성공                                                              |
| 오퍼튜니티 로버              | 2003년 7월 7일   | 2004년 1월 25일  | 2019년 2월 13일  | 탐색                               | 성공                                                              |
| 로제타                       | 2004년 3월 2일   | 2007년 2월 25일  | 2016년 9월 30일  | 접근                               | 성공                                                              |
| 화성 정찰위성                | 2005년 8월 12일  | 2006년 3월 10일  | 임무수행중       | 궤도진입                           | 성공                                                              |
| 피닉스                       | 2007년 8월 4일   | 2008년 5월 25일  | 2008년 11월 10일 | 착륙                               | 성공                                                              |
| 돈                           | 2007년 9월 27일  | (2009년 2월)     | 임무수행중       | 근접통과 후, 4 베스타. 세레스 접근 | 2015년 7월 17일 세레스 탐사 임무 완료                             |
| 2010년대                     | 발사             | 화성 도착        | 종료             | 미션종류                           | 결과                                                              |
| 포보스-그룬트                | 2011년 11월 8일  |                  | 2011년 11월 8일  | 포보스 착륙 후 샘플 귀환           | 지구 궤도 진입 실패, 추락                                         |
| 잉훠 1호                     | 2011년 11월 8일  |                  | 2011년 11월 8일  | 궤도 선회                          | 지구 궤도 진입 실패, 추락                                         |
| 화성 과학 실험실             | 2011년 11월 26일 | 2012년 8월 6일   | 임무수행중       | 탐색                               | 성공                                                              |
| 망갈리얀                     | 2013년 11월 5일  | 2014년 9월 24일  | 임무수행중       | 궤도 선회                          | 성공                                                              |
| 메이븐(MAVEN)                | 2013년 11월 18일 | 2014년 9월 21일  | 임무수행중       | 궤도 선회                          | 성공                                                              |
| 엑소마스                     | 2016년 3월 14일  | 2016년 10월      | 임무수행중       | 궤도진입(궤도선)과 탐사(착륙선)    | 성공                                                              |
| 스키아파렐리                 | 2016년 3월 14일  | 2016년 10월      | 2016년 10월 19일 | 착륙                               | 부분 성공. 감지장치 오류로 추락                                   |
| 인사이트                     | 2018년 5월 5일   | 2018년 11월 26일 | 임무수행중       | 착륙/탐사                          | 성공                                                              |
| 2020년대                     | 발사             | 화성 도착        | 종료             | 미션종류                           | 결과                                                              |
| 아말(مسبار الأمل)            | 2020년 7월 20일  | 2021년 2월       | 임무수행중       | 궤도 선회                          | 성공                                                              |
| 톈원 1호                     | 2020년 7월 23일  | 2021년 2월       | 임무수행중       | 궤도 선회, 탐색 및 샘플 귀환       | 성공                                                              |
| 퍼서비어런스                 | 2020년 7월 30일  | 2021년 2월 18일  | 임무수행중       | 탐색                               | 성공                                                              |

## 같이 보기
- 화성 탐사 계획
- 화성식민지
- 유인화성탐사
- 화성의 생명체
- 화성에 존재하는 인공물 목록
- 화성 탐사차
- 우주 이민
- 우주 탐사
- 우주 기후